# Sandhedens hævn
Sandhedens hævn – En marionetkomedie (eng. The Revenge of Truth) er som titlen antyder en komedie, skrevet af Karen Blixen og trykt første gang i tidsskriftet Tilskueren i 1926. Komedien er opført på Boldhus Teatret i 1974, Riddersalen i 1977, Østre Gasværk Teater i 1986, Folketeatret (Hippodromen) i 1998 samt Det kongelige Teater i 1936 og igen fra 1998-1999.